# Fritz Knappe
Fritz Knappe (* 19. September 1897 in Breslau; † nach 1948) war ein deutscher Radrennfahrer.

## Sportliche Laufbahn
Knappe war im Straßenradsport und im Bahnradsport aktiv. Als Amateur wurde er 1921 bei Sieg von Matthias Schlembach Dritter der nationalen Meisterschaft im Straßenrennen. Von 1926 bis 1930 startete er als Berufsfahrer. Er bestritt eine Reihe von Sechstagerennen und konnte 1926 in Dortmund mit Willy Rieger als Partner den Sieg holen. 1929 wurde Knappe Vize-Meister im Sprint der Profis hinter Mathias Engel. 1930 wurde er Dritter der Sprintmeisterschaft. 1927 siegte er im Großen Preis von Breslau im Bahnsprint.
Knappe kehrte 1947 aus der Kriegsgefangenschaft zurück. Danach verlor sich seine Spur.